# No Child Left Behind Act

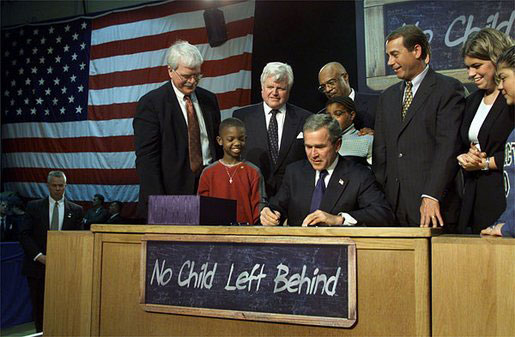
Prezident George W. Bush podepisuje zákon „No child left behind“

No Child Left Behind Act (zkráceně NCLB) je zákon navržen administrací G. W. Bushe s cílem zlepšit úroveň vzdělání žáků. Americký Kongres přijal tento návrh zákona v roce 2001, prezident jej podepsal 8. ledna 2002.
Zákon NCLB podporuje standardizovanou vzdělávací reformu, která vychází z předpokladu, že stanovení vysokých standardů a měřitelných cílů může zlepšit individuální výsledky ve vzdělávání. Zákon vyžaduje, aby státy vypracovaly hodnocení základních dovedností studentů. Jednotlivé státy musí předložit hodnocení všech studentů na vybraných školách, na základě kterých se posoudí, zda daná škola získá finanční prostředky ze státního rozpočtu pro financování škol. Zákon neupravuje národní standardní normu, standardy si stanoví každý stát sám. Prostřednictvím vyhodnocování každoročních testů, výročního akademického pokroku, vysvědčení, kvalifikace učitelů a změn ve financování rozšířil zákon NCLB roli státu ve veřejném vzdělávání.

## Výhody zákona NCLB

### Školy se zvýšenou odpovědností za výsledky vzdělávání
Tímto zákonem se zvýšila odpovědnost škol a učitelů za dosažené výsledky studentů v mnohem větší míře, než tomu bylo doposud. Jednotlivé školy se musí účastnit každoročních testů. Standardy pro tyto testy si vytvářejí jednotlivé státy samostatně, protože zákon NCLB nedefinuje jednotné standardy, které by platily pro všechny státy. Na základě výsledků zmíněných testů se měří, jak velkého zlepšení výsledků dosáhli studenti školy během daného školního roku. Na základních školách se musí testování studentů provádět každý rok v 3. až 8. ročníku. Na středních školách se musí testování provádět alespoň jednou za čtyři roky. Školy, které v testech nedosáhly během roku žádné zlepšení výsledků, nebo u nich došlo ke zhoršení výsledků, dostanou od státu následující rok méně financí než v předešlém roce, nebo budou potrestány jiným způsobem. Pomocí těchto změn zákon NCLB zvýšil úlohu státu ve veřejném vzdělávání.
Zákon NCLB finančně odměňuje školy, na kterých studenti se zdravotním postižením a s individuálním studijním plánem dosahují pokroku ve výsledcích a které těmto studentům dalšími způsoby usnadňují nebo poskytují vzdělávání.
Podle zákona NCLB musí školy a školní okresy informovat rodiče studentů o výsledcích, které dosáhly školy ve standardizovaných testech, a o tom, zda jsou učitelé, kteří učí jejich děti, dostatečně kvalifikovaní. Rodiče jsou také zapojeni do rozhodování o školních osnovách a školních pokynech.

### Školy a povinnost výběru školy
Podle zákona NCLB jsou školy povinny poskytnout studentům možnost přestoupit na jinou školu, nebo zajistit jejich doučování nebo školní programy po škole, pokud nesplňují standardy každoročního testování nejméně dva roky po sobě.

### Školy a vyučovací metody spojené s vědeckým výzkumem
Školy musí, podle zákona NCLB, využívat při vyučování pouze vědeckým výzkumem podložené programy a metody. Podle zákona NCLB je tento vědecký výzkum založený na „systematických, objektivních a striktních postupech pro získání spolehlivých a platných poznatků“. Výsledky získané z takového výzkumu jsou „reprodukovatelné a použitelné“. Naopak nevědecké metody a jiné formy kvantitativního výzkumu nejsou, podle zákona NCLB, použitelné pro rozhodování o výuce dětí.

### Zákon NCLB a zlepšení dosažených výsledků studentů
V historii Spojených států nebyl ještě nikdy použit lepší systém odpovědnosti státu za dosažené výsledky studentů, než systém zavedený zákonem NCLB. Státy, které zavedly tento systém odpovědnosti státu za vzdělání studentů podle zákona NCLB, dosáhly dosud největší růst znalostí studentů. Tento systém odpovědnosti také pomáhá odhalit školy, které nezajišťují základní dovednosti a znalosti studentů na dostatečně vysoké úrovni.
Na základě výsledků studie provedené v roce 2005 je zřejmé, že zavedení zákona NCLB zlepšilo výsledky studentů v předmětech matematika a čtení. Podle výsledků této studie si velmi dobře počínali studenti ve věku 9 let, kteří dosáhli většího zlepšení, než jaké bylo dosaženo za posledních 28 let dohromady. Rekordně úspěšných výsledků dosahovali studenti hispánské původu a studenti černé pleti. V daném roce 2005 byly rozdíly ve znalostech devítiletých hispánských studentů a devítiletých studentů bílé pleti v předmětech matematika a čtení na historickém minimu. Celkově se, podle výsledků této studie, více než čtyřicet států zlepšilo nebo zůstalo na stejné úrovni, co se týče úrovně vzdělání studentů. 
Zavedení zákona NCLB způsobilo, že zdravotně postižení nebo zdravotně omezení studenti píší stejné testy a jsou hodnoceni stejně jako studenti bez postižení. Právě toto jednotné hodnocení znalostí způsobuje, že zdravotně postižení nebo zdravotně omezení studenti jsou začleňování do kolektivu a nedostatky ve výuce těchto znevýhodněných studentů jsou včas identifikovány a řešeny.

### Zákon NCLB a podpora pro individuální studující studenty
Zákon NCLB mluví také studentech s individuálním studijním plánem. Konkrétně říká, že tito studenti musí mít adekvátní ubytování během každoročního testování. Výsledky těchto studentů se hodnotí stejně jako pro jiné studenty pouze v tom případě, že ubytování nemá vliv na výsledky hodnocení. V případě potřeby je podle zákona NCLB povoleno, aby studenti s individuálním studijním plánem měli během testování zajištěnu delší dobu na vypracování testů, klidnější atmosféru, samostatnou třídu, překlad zadání testů do rodného jazyka nebo možnost odpovídat na otázky z testů ústní formou.

## Nevýhody zákona NCLB

### Zákon NCLB a „zlepšení“ dosažených výsledků studentů
Co se týče zlepšení výsledků znalostí studentů, po zavedení zákona NCLB dochází ke snížení úrovně vzdělávání studentů tím, že každoroční testování škol nutí státy, aby sledovaly nižší cíle vzdělanosti studentů. Jednotlivé státy mohou vhodnými zásahy dosáhnout zlepšení dosažených výsledků nebo snížení rozdílu mezi vědomostmi znevýhodněných a zdravotně postižených studentů a studentů bez zdravotního omezení.  Stát Missouri otevřeně přiznal, že dosáhl lepších výsledků v testech díky snížení úrovně standardů. Druhým způsobem, jak dosáhnout lepších výsledků testů, je možnost překvalifikování neúspěchů, které školy dosáhly v testech. Bylo totiž prokázáno, že školy snižují nepříznivé statistiky výsledků testů pomocí různých kreativních způsobů překvalifikování neúspěchů.
Výsledky zmíněné studie z roku 2005 jsou zároveň zavádějící, protože nárůst v dosažených výsledcích znalostí studentů byl mezi lety 2000 a 2003 stejný jako mezi lety 2003 a 2005. Tento fakt vylučuje tvrzení, že zákon NCLB měl vliv na zvýšení výsledků znalostí studentů v roce 2005. Tato studie dále ukazuje, že některé skupiny studentů měly výsledky stejné nebo i horší než v předchozím období.

### Zákon NCLB a sestavování standardizovaných testů
Na základě zákona NCLB bylo zavedeno pravidlo stejného testu pro každého studenta, tedy standardizované testy pro studenty. Zákon NCLB tak nepřímo vybízí učitele, aby učili jen ty vědomosti a dovednosti, které jsou nezbytné pro zvýšení úspěšnosti testů. Tím pádem se učitelé nezaměřují na učení školních osnov v plném rozsahu. Tento jev je označován jako „učení se na testy“. Je tedy logické, že při tomto jevu došlo ke zlepšení výsledků testů. Na druhé straně „učení se na testy“ jako vyučovací metoda nedosahuje až takového zlepšení výsledků jako metody, při kterých se studenti učí celé školní osnovy. Učitelé, kteří praktikují metodu „učení se na testy“, dezinterpretují výsledky testů, které slouží k měření výsledků vzdělávání. V praxi se pak často stává, že učitelé dokáží předvídat obsah testů, ale ne z jakého typu úkolů budou složeny. Tím, že testy jsou standardizované, mohou být studenti s postižením znevýhodněni až do takové míry, že může dojít k porušení zákona o postižení (IDEA). Tento zákon říká, že testy musejí být přizpůsobeny pro postižené studenty. Zákon NCLB však žádné takové přizpůsobení nedefinuje. Porušení zmíněného zákona o postižení způsobuje i fakt, že studenti se zdravotním postižením se učí ze stejných materiálů jako studenti bez zdravotního omezení.
Toto každoroční testování může přinést studentům i nemalé zdravotní problémy. Kromě toho, že z každoročního testování vyplývají negativní emocionální účinky na zdravotní stav studentů, jsou tyto účinky také spojovány s problémy celoživotního charakteru.
Celkově se dá říci, že někteří lidé podporují standardizované testování úrovně vzdělání studentů a někteří jsou naopak proti těmto dalším zkouškám a raději preferují názory učitelů a výsledky založené na hodnocení.

### Důsledky zákona NCLB na umělecké a volitelné předměty
Základními předměty, na které se zákon NCLB zaměřuje při hodnocení jsou čtení, matematika, angličtina nebo psaní. Tento jev má za následek, že až 71 % škol snížilo délku vyučovací doby a náklady pro předměty jako jsou historie, umění, hudba. Příčinou tohoto jevu je snaha škol o získání dostatku času a prostředků na vyučování těch předmětů, na které je zákon NCLB zaměřen a ve kterých nejsou školy schopny dosáhnout předepsané minimální dovednosti požadované zákonem NCLB.
Překvapivé je, že například tělesná výchova není prakticky vůbec poznamenána snížením nákladů nebo zkrácením vyučovacího času, ačkoliv nepatří mezi předměty, na které se při hodnocení zaměřuje zákon NCLB. Tento jev má dvě příčiny:[zdroj?]
- Ve Spojených státech je velmi mnoho obézních lidí, takže samotná vláda musí vytvářet programy a kampaně pro zvýšení kvantity a kvality tělesné výchovy nejen na školách.
- Výsledky výzkumu provedeného Dr. Hillmanem ukazují, že akademický úspěch úzce souvisí se zdravotním stavem člověka.[25]

### Zákon NCLB a posílení / oslabení státu ve vzdělávání
Účast konkrétního státu na zákoně NCLB by měla být dobrovolná a volitelná, protože stát jako takový nemá ústavní pravomoc v oblasti vzdělávání. Velkou účast států na NCLB nelze chápat jako touhu po zvýšeném vzdělání studentů, ale jako fakt, že státy se nechtějí vzdát finančních prostředků vyplývajících ze zákona NCLB.

### Zákon NCLB a nadaní studenti
Přestože je zákon NCLB zaměřen na zvyšování úrovně vzdělanosti, nevyžaduje od škol, aby měly ve svých osnovách programy pro talentované nebo jiným způsobem nadané studenty. Během prvních let platnosti zákona NCLB se snížilo financování nadaných studentů vládou o třetinu. Zájem o nadané studenty lze vysledovat jen v některých státech (např. Arizona, Kalifornie, Virginie a Pensylvánie).